# Xaver Unsinn
Xaver Unsinn (* 29. November 1929 in Füssen, Bayern; † 4. Januar 2012 ebenda) war ein deutscher Eishockeyspieler und -trainer. Er war 1964 bei den Olympischen Spielen und später von 1975 bis 1977 und von 1982 bis 1990 Eishockey-Bundestrainer. Er wurde in die IIHF Hall of Fame und die Hockey Hall of Fame Deutschland aufgenommen.

## Karriere als Spieler
Bevor Xaver Unsinn eine Laufbahn als Eishockeyspieler einschlug, übte er unterschiedliche Sportarten wie Tennis, Skispringen und Fußball aus. Unsinn spielte von 1946 bis 1960 Eishockey beim EV Füssen, mit dem er als Stürmer acht Meisterschaften errang. Von 1956 bis 1959 war er als deren Mannschaftskapitän tätig. Von 1960 bis 1962 war er beim ESV Kaufbeuren Spielertrainer.
International absolvierte er 72 Länderspiele, in denen er 24 Tore erzielte. Er nahm an den A-Weltmeisterschaften 1952, 1953, 1954, 1959 und 1960 sowie an den Olympischen Spielen 1952 und 1960 teil. Sein größter Erfolg mit der Nationalmannschaft war 1953 der Gewinn der Vizeweltmeisterschaft.

## Karriere als Trainer
Bereits als Spieler beim ESV Kaufbeuren kümmerte Unsinn sich auch als Trainer um die Mannschaft, die er 1961 zum Aufstieg in die 1. Bundesliga führte. Unverkennbar war sein Markenzeichen, der Pepita-Hut. Weitere Stationen in Deutschland waren Preussen Krefeld, der Kölner EC, der Augsburger EV, die Düsseldorfer EG, der Berliner SC und der EV Rosenheim. 1972 führte er die Düsseldorfer EG zum Gewinn der deutschen Meisterschaft, selbiges gelang Unsinn mit dem Berliner SC in den Jahren 1974 und 1976. Es folgte von 1978 bis 1981 ein Abstecher in die Schweizer Bundesstadt zum SC Bern, den der Deutsche 1979 zum Titelgewinn in der Nationalliga A führte.
Mit dem Trainer Xaver Unsinn, genannt Mister Eishockai, weil er das Wort Eishockey so im Allgäuer Dialekt aussprach, gewann 1976 die DEB-Nationalmannschaft der Bundesrepublik Deutschland bei den Olympischen Winterspielen in Innsbruck die Bronzemedaille, nachdem er bereits 1964 bei den Olympischen Spielen zusammen mit Markus Egen und Engelbert Holderied Eishockey-Bundestrainer gewesen war. 1977 endete sein Engagement vorerst, nachdem die DEB-Auswahl ein unbefriedigendes Turnier absolviert hatte. Ab 1981 trainierte und lenkte er wieder die DEB-Nationalmannschaft. Nach einigen guten Turnieren – 1984 und 1988 belegte die westdeutsche Mannschaft bei den Olympischen Winterspielen den fünften Platz – musste sich Xaver Unsinn 1990 aus gesundheitlichen Gründen vom Amt des Bundestrainers der deutschen Nationalmannschaft zurückziehen. Als Nachfolger wurde Erich Kühnhackl engagiert.
1996 bekam Unsinn für seine Verdienste um den Eishockeysport in der Bundesrepublik das Bundesverdienstkreuz. 1998 wurde er mit der Aufnahme in die IIHF Hall of Fame in der Kategorie „Funktionär“ geehrt. 2003 wurde ihm der Bayerische Sportpreis in der Kategorie „Sportliches Lebenswerk“ verliehen.

## Tod

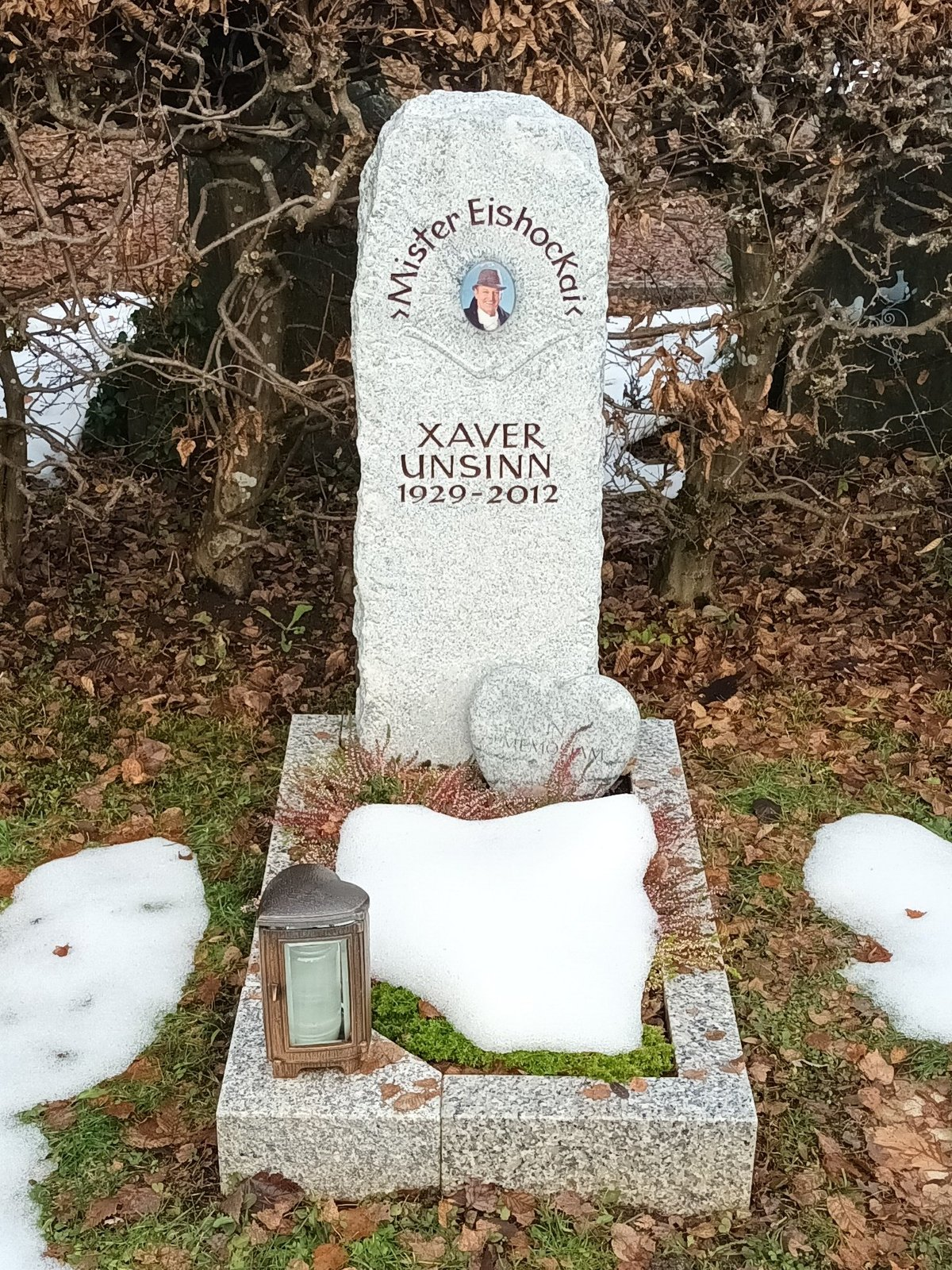
Grab von Xaver Unsinn in Hopfen am See

Am 4. Januar 2012 starb Xaver Unsinn nach schwerer Krankheit im Alter von 82 Jahren in Hopfen am See. Er wurde auf dem Waldfriedhof Füssen beigesetzt und später auf den Städtischen Friedhof Hopfen am See umgebettet.

## Trainerstationen
- Vereine
  - 1960–1966: ESV Kaufbeuren
  - 1967/68: Preussen Krefeld
  - 1968–1970: Augsburger EV
  - 1970–1972: Düsseldorfer EG (Deutscher Meister 1972)
  - 1972–1977: Berliner Schlittschuhclub (Deutscher Meister 1974, 1976)
  - 1977/78: EV Rosenheim
  - 1978–1981: SC Bern (Schweizer Meister 1979)
- International
  - 1963: B-Nationalmannschaft
  - 1964: Bundestrainer zusammen mit Markus Egen und Engelbert Holderied
  - 1975–1977, 1981–1990: Bundestrainer